# Caradrina boursini
Caradrina boursini är en fjärilsart som beskrevs av Fritz Wagner 1936. Caradrina boursini ingår i släktet Caradrina och familjen nattflyn, Noctuidae. En underart finns listad i Catalogue of Life, Caradrina boursini ellisoni Boursin, 1937